# A Fülöp-szigetek vasúti közlekedése
A Fülöp-szigetek vasúthálózatának hossza 897 km, 1067 mm nyomtávú. A vasúthálózat egy részét a Philippine National Railways üzemelteti. Az országban megtalálhatóak a fejlődő országok elmaradott infrastruktúrája és járművei, továbbá a legmodernebb vasúti technika is. A főváros elővárosi közlekedése európai színvonalú.

## Vasúti kapcsolata más országokkal
Sziget lévén nincs és nem is volt kapcsolatban a vasútja más országokkal.